# Кенігсфельд (Баварія)
Кенігсфельд (нім. Königsfeld) — громада в Німеччині, розташована в землі Баварія. Підпорядковується адміністративному округу Верхня Франконія. Входить до складу району Бамберг. Складова частина об'єднання громад Штайнфельд.
Площа — 42,72 км2. Населення становить 1268 ос. (станом на 31 грудня 2020).

## Географії

### Сусідні міста та громади
Кенігсфельд межує з 5 містами / громадами:
- Літцендорф
- Шесліц
- Штадельгофен
- Гольфельд
- Гайлігенштадт

## Галерея

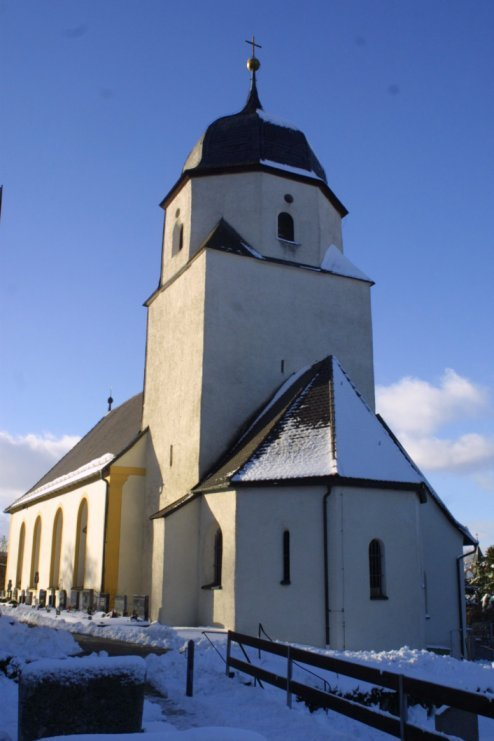
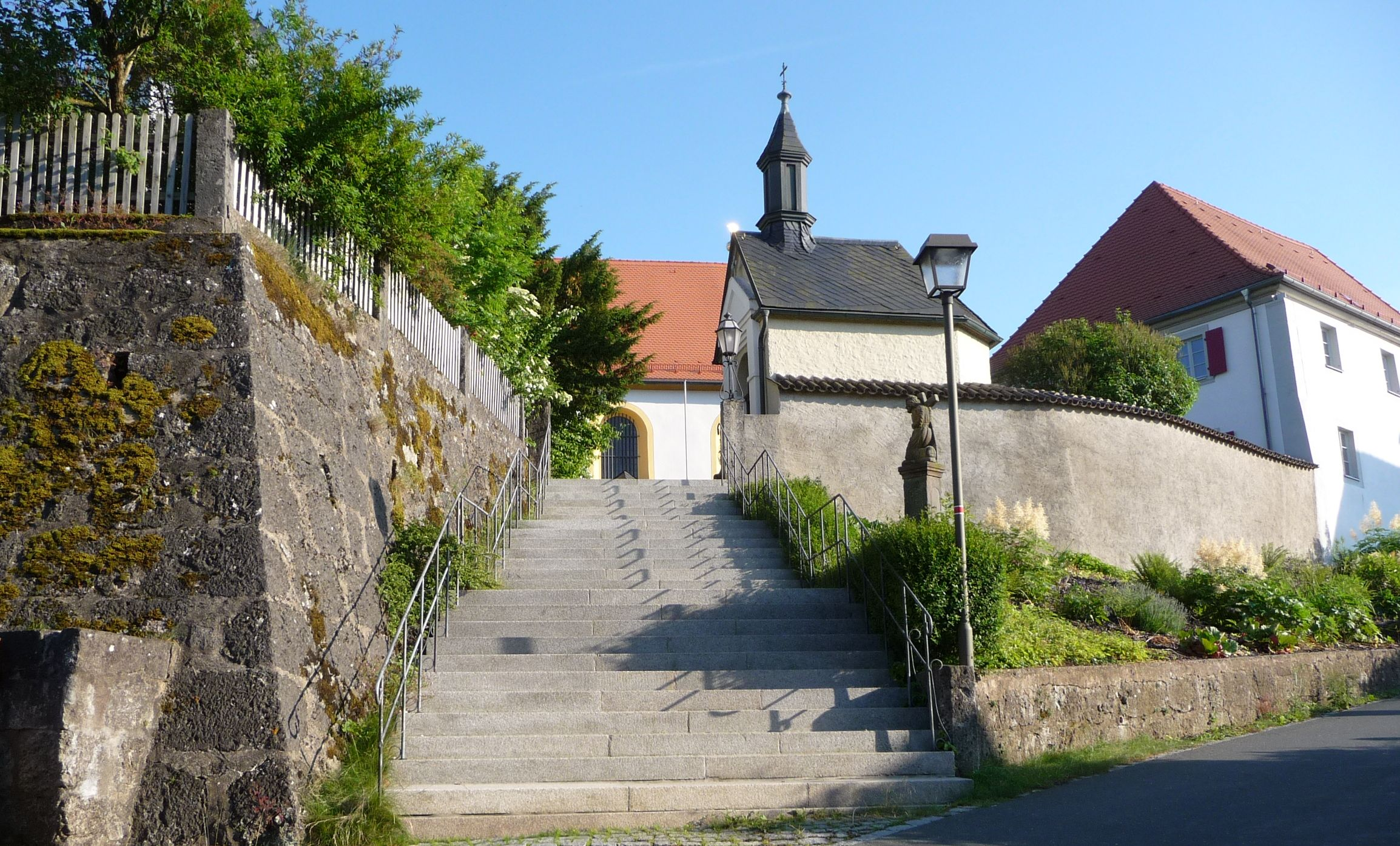
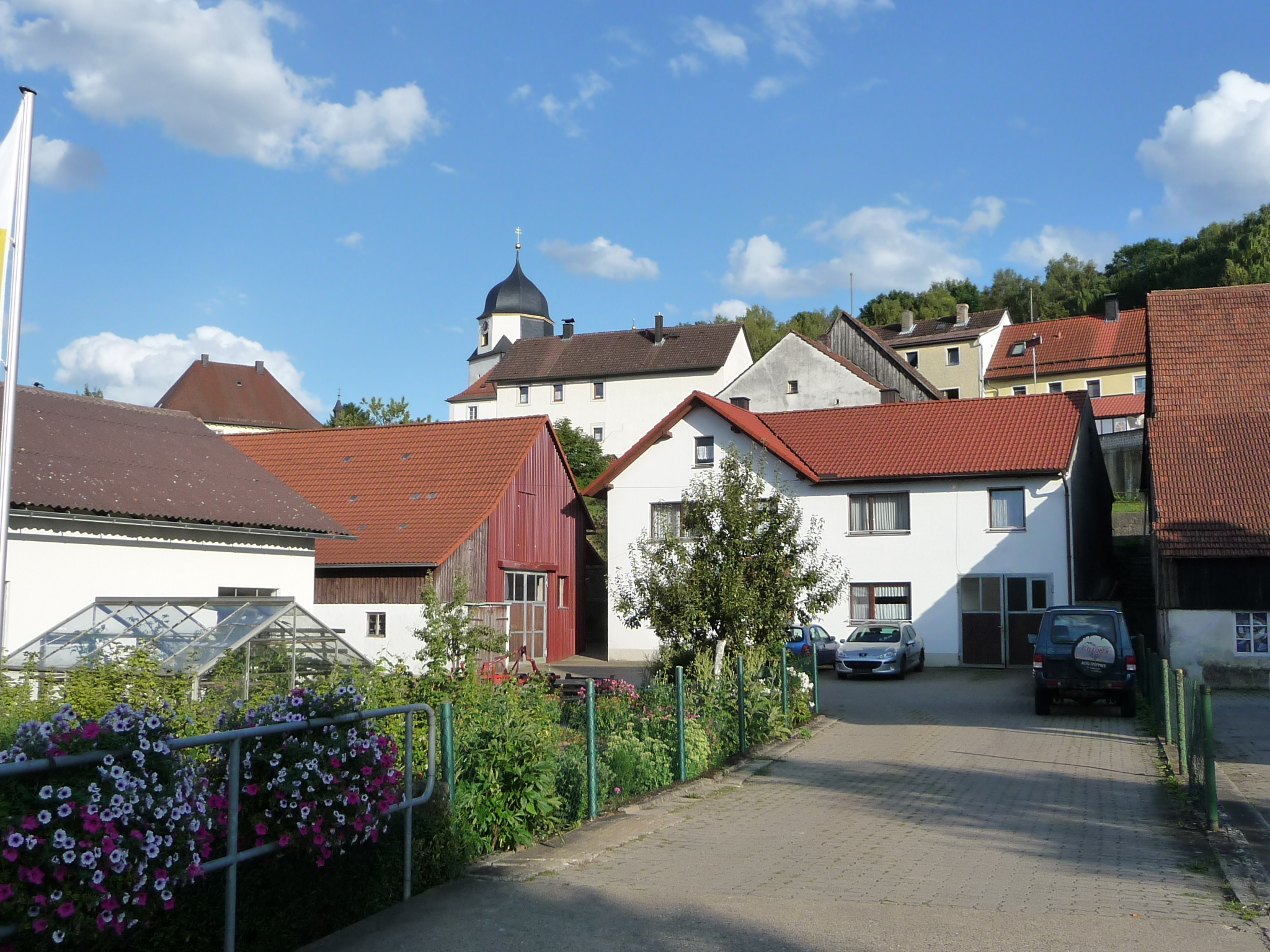
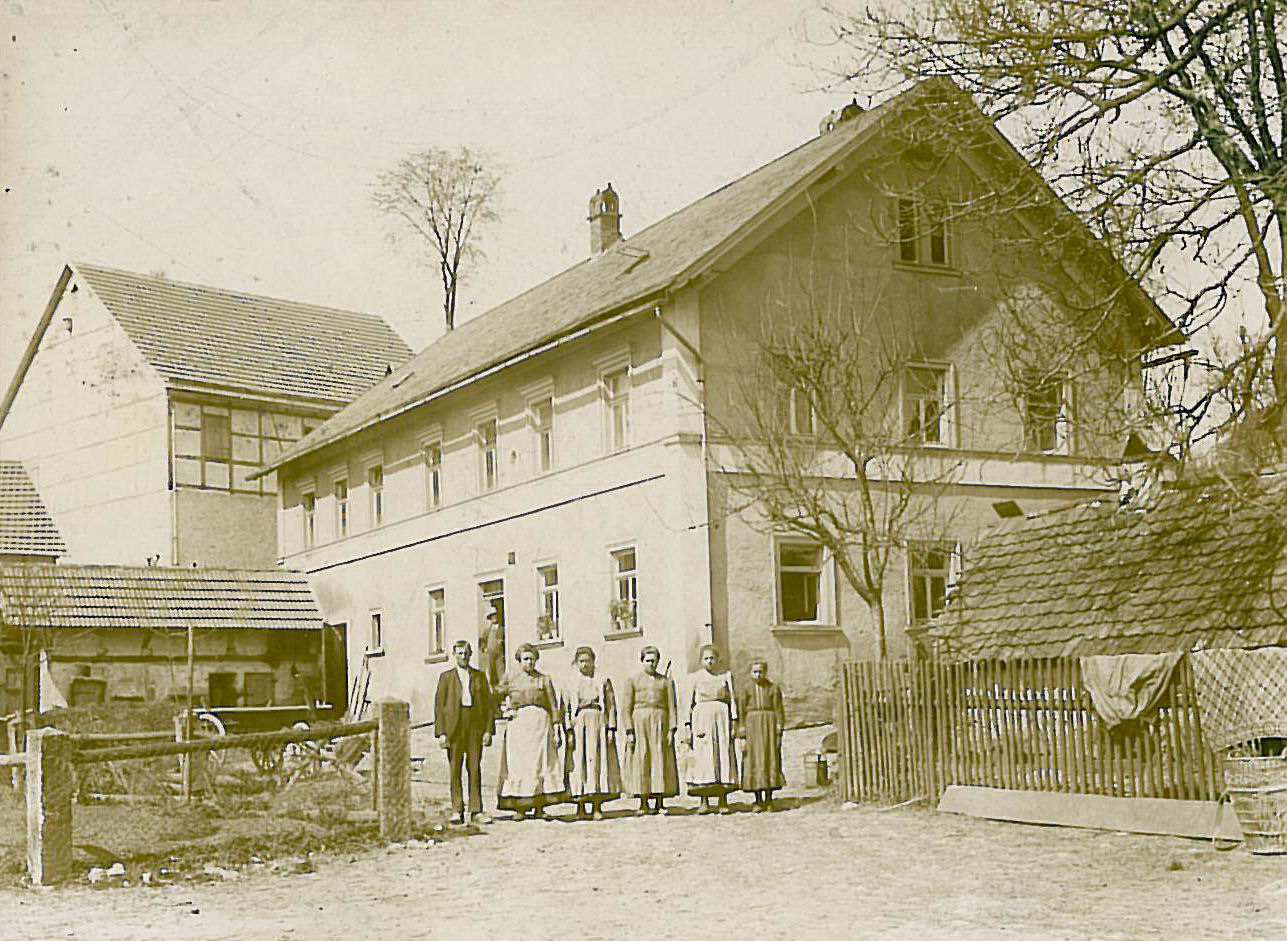
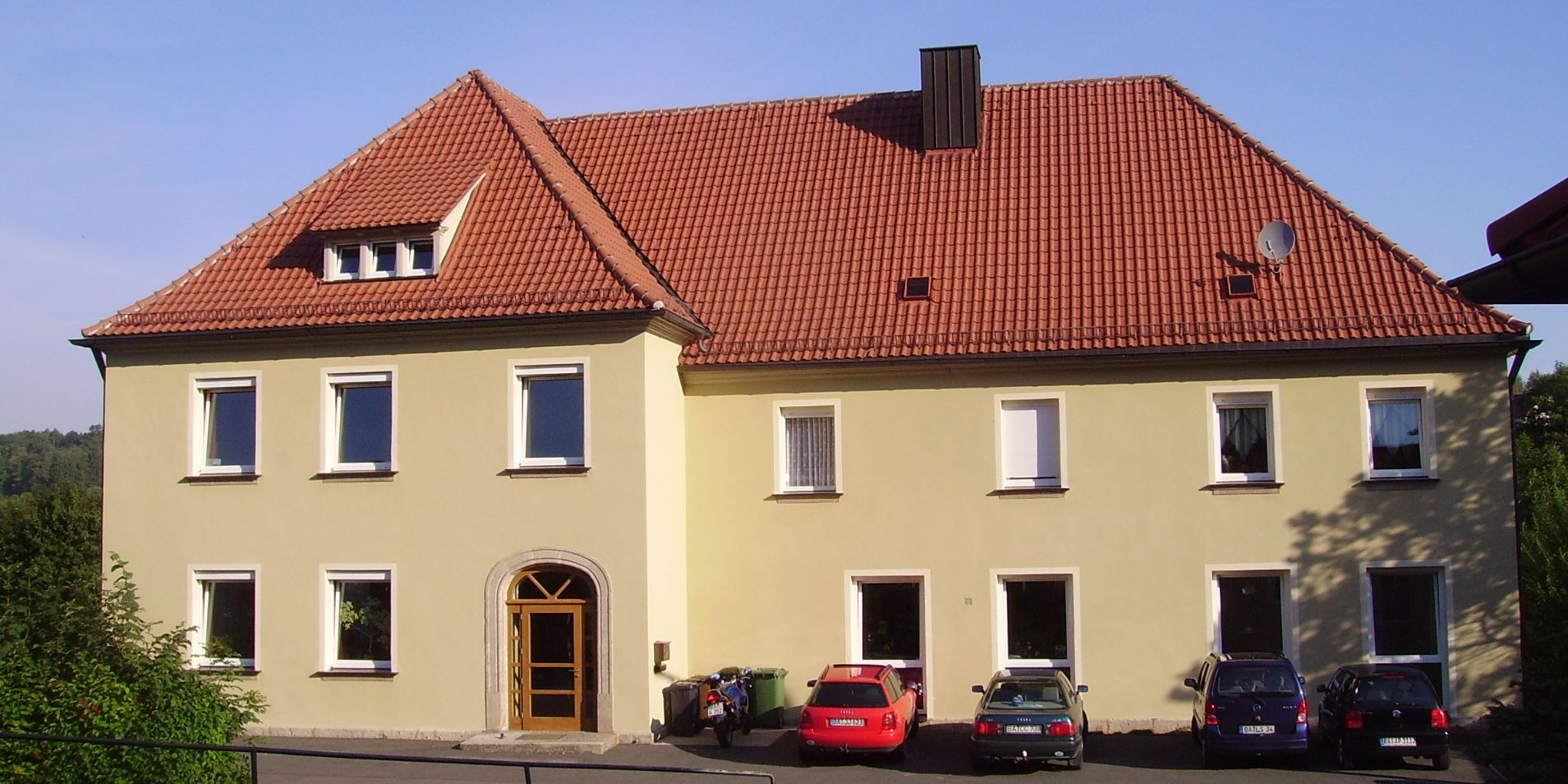
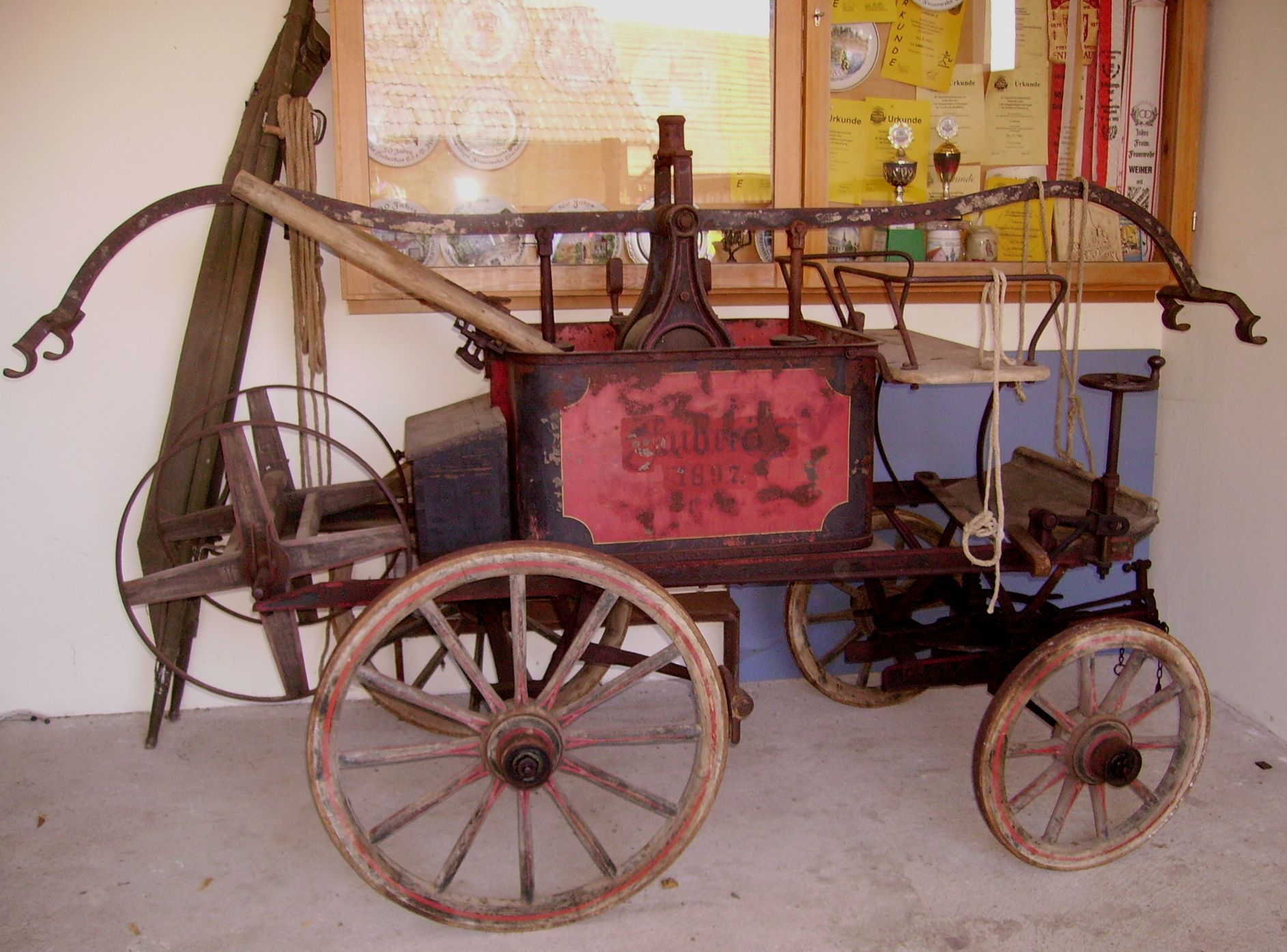